# Чепура середня

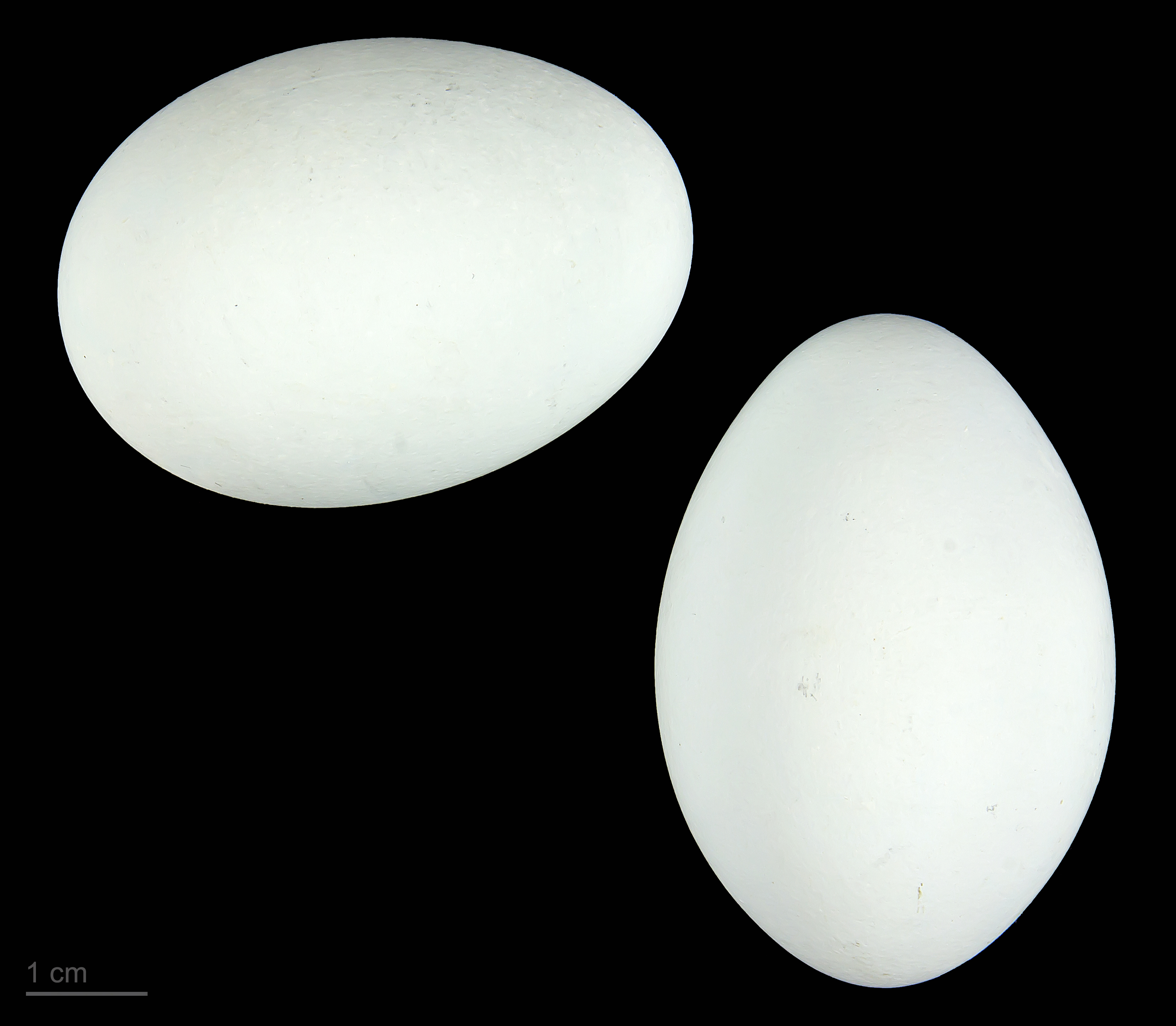
яйце Ardea intermedia brachyrhyncha - Тулузький музей

Чепура середня (Egretta intermedia) — вид птахів з родини чаплевих.

## Опис
Чапля середніх розмірів.

## Поширення
Головним чином зустрічається від східної частини Африки вздовж тропічної зони південної Азії і до Австралії.

## Гніздування
Зазвичай гніздиться у колоніях з іншими чаплями, часто на платформах з купи гілок дерев і чагарників. Самка відкладає 2—5 яєць.

## Екологія
Їжу шукає на затоплених полях, годується, повільно пересуваючись по мілководдю. Іноді виглядає їжу з гілок невисоких дерев. Живиться жабами, ракоподібними та комахами.